# British Academy Film Awards 1969
Die 22. Verleihung der British Academy Film Awards zeichnete die besten Filme von 1968 aus. Die Filmpreise wurden von der British Academy of Film and Television Arts (BAFTA) verliehen.
| Film                                       | N | A |
| ------------------------------------------ | - | - |
| Oliver                                     | 8 | 0 |
| Die Reifeprüfung                           | 7 | 5 |
| Der Löwe im Winter                         | 7 | 2 |
| Romeo und Julia                            | 7 | 1 |
| Der Angriff der leichten Brigade           | 7 | 0 |
| 2001: Odyssee im Weltraum                  | 5 | 3 |
| Rat mal, wer zum Essen kommt               | 4 | 3 |
| Ereignisse beim Bewachen der Bofors-Kanone | 2 | 1 |
| In Need of Special Care                    | 2 | 1 |
| Das Ende einer großen Liebe                | 2 | 0 |
| If…                                        | 2 | 0 |
| Liebe nach Fahrplan                        | 2 | 0 |

## Preisträger und Nominierungen

### Bester Film
Die Reifeprüfung (The Graduate) – Regie: Mike Nichols
Liebe nach Fahrplan (Ostře sledované vlaky) – Regie: Jiří Menzel
Oliver (Oliver!) – Regie:  Carol Reed
2001: Odyssee im Weltraum (2001: A Space Odyssey) – Regie: Stanley Kubrick

### United Nations Award
Rat mal, wer zum Essen kommt (Guess Who’s Coming to Dinner) – Regie: Stanley Kramer
Der Löwe im Winter (The Lion in Winter) – Regie: Anthony Harvey
In Need of Special Care – Regie: Jonathan Stedall
2001: Odyssee im Weltraum (2001: A Space Odyssey) – Regie: Stanley Kubrick

### Beste Regie
Mike Nichols – Die Reifeprüfung (The Graduate)
Lindsay Anderson – If…
Carol Reed – Oliver (Oliver!)
Franco Zeffirelli – Romeo und Julia (Romeo and Julliet)

### Bester Hauptdarsteller
Spencer Tracy – Rat mal, wer zum Essen kommt (Guess Who’s Coming to Dinner)
Trevor Howard – Der Angriff der leichten Brigade (The Charge of the Light Brigade)
Ron Moody – Oliver (Oliver!)
Nicol Williamson – Ereignisse beim Bewachen der Bofors-Kanone (The Bofors Gun)

### Beste Hauptdarstellerin
Katharine Hepburn – Der Löwe im Winter (The Lion in Winter) und Rat mal, wer zum Essen kommt (Guess Who’s Coming to Dinner)
Anne Bancroft – Die Reifeprüfung (The Graduate)
Catherine Deneuve – Belle de Jour – Schöne des Tages (Belle de Jour)
Joanne Woodward – Die Liebe eines Sommers (Rachel, Rachel)

### Bester Nebendarsteller
Ian Holm – Ereignisse beim Bewachen der Bofors-Kanone (The Bofors Gun)
Anthony Hopkins – Der Löwe im Winter (The Lion in Winter)
John McEnery – Romeo und Julia (Romeo and Julliet)
George Segal – Bizarre Morde (No Way to Treat a Lady)

### Beste Nebendarstellerin
Billie Whitelaw – Ein erfolgreicher Blindgänger (Charlie Bubbles) und Teufelskreis Y (Twisted Nerve)
Pat Heywood – Romeo und Julia (Romeo and Julliet)
Virginia Maskell – Zwischenspiel (Interlude)
Simone Signoret – Satanische Spiele (Games)

### Bester/beste Nachwuchsdarsteller/-in
Dustin Hoffman – Die Reifeprüfung (The Graduate)
Pia Degermark – Das Ende einer großen Liebe (Elvira Madigan)
Katharine Ross – Die Reifeprüfung (The Graduate)
Jack Wild – Oliver (Oliver!)

### Bestes Drehbuch
Buck Henry, Calder Willingham – Die Reifeprüfung (The Graduate)
James Goldman – Der Löwe im Winter (The Lion in Winter)
William Rose – Rat mal, wer zum Essen kommt (Guess Who’s Coming to Dinner)
David Sherwin – If…

### Beste Kamera
Geoffrey Unsworth – 2001: Odyssee im Weltraum (2001: A Space Odyssey)
Jörgen Persson – Das Ende einer großen Liebe (Elvira Madigan)
Douglas Slocombe – Der Löwe im Winter (The Lion in Winter)
David Watkin – Der Angriff der leichten Brigade (The Charge of the Light Brigade)

### Bester Schnitt
Sam O’Steen – Die Reifeprüfung (The Graduate)
Kevin Brownlow – Der Angriff der leichten Brigade (The Charge of the Light Brigade)
Ralph Kemplen – Oliver (Oliver!)
Reginald Mills – Romeo und Julia (Romeo and Julliet)

### Bestes Szenenbild
Ernest Archer, Harry Lange, Tony Masters – 2001: Odyssee im Weltraum (2001: A Space Odyssey)
John Box – Oliver (Oliver!)
Edward Marshall – Der Angriff der leichten Brigade (The Charge of the Light Brigade)
Renzo Mondiardino – Romeo und Julia (Romeo and Julliet)

### Beste Kostüme
Danilo Donati – Romeo und Julia (Romeo and Julliet)
Phyllis Dalton – Oliver (Oliver!)
Margaret Furse – Der Löwe im Winter (The Lion in Winter)
David Walker – Der Angriff der leichten Brigade (The Charge of the Light Brigade)

### Beste Filmmusik
John Barry – Der Löwe im Winter (The Lion in Winter)
John Addison – Der Angriff der leichten Brigade (The Charge of the Light Brigade)
Francis Lai – Lebe das Leben (Vivre pour vivre)
Nino Rota – Romeo und Julia (Romeo and Julliet)

### Bester Ton
Winston Ryder – 2001: Odyssee im Weltraum (2001: A Space Odyssey)
John Cox, Bob Jones – Oliver (Oliver!)
Chris Greenham – Der Löwe im Winter (The Lion in Winter)
Simon Kaye – Der Angriff der leichten Brigade (The Charge of the Light Brigade)
Jirí Pavlik – Liebe nach Fahrplan (Ostře sledované vlaky)

### Bester Animationsfilm
Pas de deux – Regie: Norman McLaren
Ruka – Regie: Jiří Trnka
The House that Jack Built – Regie: Ron Tunis
The Question – Regie: John Halas

### Bester Dokumentarfilm
In Need of Special Care – Regie: Jonathan Stedall
A Plague on Your Children – Regie: Adrian Malone
Inside North Viet Nam – Regie: Felix Greene
NBC Experiment in Television (Episode: Music!) – Regie: Michael Tuchner

### Bester spezialisierter Film
The Threat in the Water – Regie: Richard Bigham
Carbon – Regie: Peter de Normanville
Genetics and Plant Breeding – Regie: David Morphet
The Kuror Anchor System – Regie: Eric Harrison